# Сан Романо ин Гарфаняна
Сан Романо ин Гарфаняна (на италиански: San Romano in Garfagnana) е община в Италия, в региона Тоскана, провинция Лука. Общината се намира в планинния район, наречен Гарфаняна, на северната част на провинцията. Населението е около 1500 души (2007).